# Thomas Sanders (scenografo)
Thomas E. Sanders, spesso semplicemente accreditato come Tom Sanders (San Pedro, 1953 – 6 luglio 2017), è stato uno scenografo statunitense.
È stato candidato per due Oscar nella categoria Miglior scenografia.

## Biografia
La sua filmografia include Hook - Capitan Uncino (1991), Dracula di Bram Stoker (1992), Braveheart (1995), Salvate il soldato Ryan (1998), Apocalypto (2006) e Crimson Peak (2015). Sanders è morto di cancro il 6 luglio 2017, all'età di 63 anni.

## Filmografia parziale
- Revenge - Vendetta (Revenge), regia di Tony Scott (1990)
- Giorni di tuono (Days of Thunder), regia di Tony Scott (1990)
- Hook - Capitan Uncino (Hook), regia di Steven Spielberg (1991)
- Dracula di Bram Stoker (Bram Stoker's Dracula) Francis Ford Coppola (1992)
- Braveheart - Cuore impavido (Braveheart), regia di Mel Gibson (1995)
- Salvate il soldato Ryan (Saving Private Ryan), regia di Steven Spielberg (1998)
- Apocalypto, regia di Mel Gibson (2006)
- Crimson Peak, regia di Guillermo del Toro (2015)
- Star Trek Beyond, regia di Justin Lin (2016)